# Gary Lautenschlager
Gary Lautenschlager (Monaco di Baviera, 17 novembre 1983) è un ex giocatore di football americano tedesco, che ha giocato come quarterback.